# Billboard Touring Awards
Die Billboard Touring Awards (offiziell: Billboard Touring Conference and Awards) waren Konferenzen, bei denen zwischen 2004 und 2019 jährlich die erfolgreichsten Tourneen, Festivals, Sponsoren und Veranstaltungsorte ausgezeichnet wurden. Die Shows fanden überwiegend im Roosevelt Hotel in New York City statt. Die Konferenzen dauerten zumeist zwei Tage und die Teilnehmer kamen aus der Musik- und Eventbranche.

## Hintergrund
Viele der Preise basierten auf Daten von Billboard, welche Konzerteinnahmen und sonstige kommerzielle Einflüsse beinhalten. Das Magazin trat zudem als Sponsor der Konferenz/Awards in Erscheinung. Aufgrund seines Ursprungs aus kommerziellen Daten wurden die Preise überwiegend an finanziell erfolgreiche Künstler vergeben. Die Preisträger in den Sparten „Legend of Live“ und „Humanitarian Award“ basierten auf individuellen Einschätzungen der Beteiligten und standen nicht in unmittelbarem Zusammenhang mit einem finanziellen Erfolg.
Die meisten Kategorien existierten ab 2004, andere, wie zum Beispiel „Top Comedy Tour“, „Concert Marketing & Promotion“ (jeweils 2007) und „Eventful Fans’ Choice“ (2008), wurden im Verlauf der Jahre durch Fanvotings hinzugefügt.
Während der COVID-19-Pandemie wurde die Veranstaltung nicht durchgeführt und seitdem fand die Veranstaltung nicht mehr statt.

## Preisträger

### 2004
Die Awards fanden am 8. und 9. November in Roosevelt Hotel in New York City statt, die Preisträger wurden zuvor bekanntgegeben. Man nannte die erste Ausgabe der Awards Billboard Backstage Pass Awards.
Die Preisträger:
- Top Tour: Madonna, Re-Invention World Tour
- Top Draw: Prince, Musicology Tour
- Top Small Venue Tour: Josj Groban
- Breakthrough Act: Linkin Park
- Boxscore: Red Hot Chili Peppers, Hyde Park, By the Way Tour
- Top Arena: Madison Square Garden, New York City
- Top Amphitheater: Tweeter Center for the Performing Arts, Mansfield
- Top Club: House of Blues, Chicago
- Top Festival: Bonnaroo Music Festival, Manchester
- Top Manager: Caresse Henry (für Madonna)
- Top Promoter: Clear Channel Entertainment
- Top Independent Promoter: Jam Productions
- Top Agency: Creative Artists Agency
- Humanitarian Award: Clear Channel Entertainment
- Legend of Live: Michael Cohl

### 2005
2005 wurden die Awards auch Billboard Roadworks '05 Touring Awards genannt und fanden am 25. und 26. Oktober statt.
Die Preisträger:
- Humanitarian Award: Dave Matthews Band
- Legend of Live: Jack Boyle
- Top Club: House of Blues
- Top Draw: U2, Vertigo Tour
- Breakthrough Act: Rascal Flatts
- Top Amphitheater: Tweeter Center for the Performing Arts, Mansfield
- Top Small Venue (non-resident): Fox Theatre, Atlanta
- Top Boxscore: U2, Croke Park, Vertigo Tour, 24. – 27. Juni
- Top Festival: Lollapalooza, Grant Park (Chicago)
- Top Manager: Principle Management
- Top Tour: U2, Vertigo
- Top Package: Kenny Chesney & Gretchen Wilson, Uncle Kracker, Pat Green
- Top Small Venue Tour: Bruce Springsteen
- Top Arena: Madison Square Garden, New York City
- Top Small Venue (resident-booking): The Colosseum at Caesars Palace, Las Vegas
- Top Independent Promoter: Jam Productions
- Top Agency: William Morris Agency
- Top Promoter: Clear Channel Entertainment

### 2006
Die Awards fanden am 8. und 9. November in New York City statt.
Die Preisträger:
- Top Tour: The Rolling Stones, A Bigger Bang Tour
- Top Draw: The Rolling Stones, A Bigger Bang Tour
- Top Package: Kenny Chesney mit Dierks Bentley & anderen
- Top Boxscore: Madonna, Wembley Arena, Confessions Tour
- Breakthrough Act: Nickelback
- Top Comedy Tour: Larry the Cable Guy
- Top Arena: Madison Square Garden, New York City
- Top Amphitheater: Nikon at Jones Beach Theater, Wantagh
- Top Small Venue (unter 10 000 Plätze, resident): The Colosseum at Caesars Palace, Las Vegas
- Top Small Venue (unter 10 000 Plätze, non-resident): Fox Theatre, Atlanta
- Top Club: House Of Blues, Atlantic City
- Top Festival: Bonnaroo Music Festival, Manchester
- Top Manager: Angela Becker und Guy Oseary (für Madonna während der Confessions Tour)
- Top Agency: Creative Artists Agency
- Top Promoter: Live Nation
- Top Independent Promoter: Jam Productions
- Creative Content Award: Cirque du Soleil's Delirium
- Humanitarian Award: Music Rising
- Legend of Live: Sir Elton John

### 2007
2007 fanden die Awards am 15. November 2007 statt. Gewertet wurden Daten im Zeitraum vom 1. Januar bis zum 30. September 2007.
Die Preisträger:
- Top Tour: The Police, The Police Reunion Tour
- Top Draw: The Police, The Police Reunion Tour
- Top Package: Kenny Chesney mit Sugarland, Pat Green, Brooks & Dunn, und Sara Evans
- Breakthrough Act: Justin Timberlake: FutureSex/LoveShow
- Top Boxscore: Prince, 21 Nights in London: The Earth Tour
- Concert Marketing & Promotion: Tim McGraw & Faith Hill, Soul2Soul II Tour
- Top Comedy Tour: Larry the Cable Guy
- Top Arena: Madison Square Garden, New York City
- Top Amphitheatre: Red Rocks Amphitheatre, Morrison
- Top Club: 9:30 Club, Washington, D.C.
- Top Agency: Creative Artists Agency
- Top Festival: Download-Festival, Castle Donington
- Top Promoter: Live Nation
- Top Independent Promoter: C3 Presents
- Top Small Venue (unter 10 000 Plätze, non-resident): National Auditorium, Mexiko-Stadt
- Top Small Venue (unter 10 000 Plätze, resident): The Colosseum at Caesars Palace, Las Vegas
- Humanitarian Award: Kevin Wall
- Legend of Life: Frank Barsalona

### 2008
Am 20. November 2008 fand die fünfte Ausgabe der Awards in New York City statt. Gewertet wurde diesmal der Zeitraum 1. Oktober 2007 bis 30. September 2008.
Die Preisträger:
- Top Tour: Bruce Springsteen and the E Street Band, Magic Tour
- Top Draw: Bruce Springsteen and the E Street Band, Magic Tour
- Eventful Fans’ Choice Award: Kenny Chesney, Poets and Pirates Tour
- Top Package: Kenny Chesney, Poets and Pirates Tour
- Breakthrough Act: Miley Cyrus, Miley Cyrus/Hannah Montana Best of Both Worlds Tour
- Top Boxscore: Spice Girls, O2 Arena, Return of the Spice Girls, 15. Dezember – 22. Januar (17 Shows)
- Top Comedy Tour: Katt Williams
- Top Festival: Bonnaroo Music Festival
- Concert Marketing & Promotion: Jonas Brothers/Burger King, Burnin’ Up Tour
- Creative Content: Dinosaurier – Im Reich der Giganten (en: Walking with Dinosaurs), The Life Experience Tour
- Humanitarian Award: Jon Bon Jovi, Philadelphia Soul Charitable Foundation
- Legend of Live: The Allman Brothers Band
- Road Warrior: Widespread Panic
- Top Manager: Jon Landau Management
- Top Amphitheatre: Comcast Center, Mansfield
- Top Club: House of Blues, Dallas
- Top Promoter: Live Nation
- Top Independent Promoter: Jam Productions
- Top Independent Promoter (international): 3A Entertainment
- Top Agency: Creative Artists Agency
- Top Arena: Madison Square Garden
- Top Small Venue (unter 10 000 Plätze, resident): The Colosseum at Caesars Palace, Las Vegas
- Top Small Venue (unter 10 000 Plätze, non-resident): Radio City Music Hall, New York City

### 2009
Die sechste Ausgabe der Awards fand am 4. und 5. November 2009 im Roosevelt Hotel in New York City statt. Diesmal wurde der Zeitraum vom 1. Oktober 2008 bis zum 30. September 2009 gewertet.
Die Preisträger:
- Top Tour: Madonna, Sticky & Sweet Tour
- Top Draw: Madonna, Sticky & Sweet Tour
- Top Package: Kenny Chesney Sun City Carnival Tour mit Miranda Lambert, Lady Antebellum, Sugarland und Montgomery Gentry
- Breakthrough Act: Il Divo
- Top Comedy Tour: Dane Cook
- Top Boxscore: U2, Croke Park, Dublin
- Top Festival: Oxegen, Naas
- Top Arena: O2 Arena, London
- Top Venue (unter 10.000 Plätze): Radio City Music Hall, New York City
- Top Venue (unter 5.000 Plätze): The Colosseum at Caesars Palace, Las Vegas
- Top Club: 9:30 Club, Washington, D.C.
- Top Amphitheatre: Comcast Center, Mansfield
- Top Promoter: Live Nation
- Top Independent Promoter (USA): Jam Productions, Chicago
- Top Independent Promoter (International): Time For Fun, São Paulo
- Top Manager: Guy Oseary (für Madonna)
- Concert Marketing & Promotion: Keith Urban mit KC Masterpiece & Kingsford, Escape Together World Tour 2009
- Top Agency: Creative Artists Agency
- Humanitarian Award: Kevin Lyman
- Eventful Fans’ Choice Award: Jonas Brothers World Tour 2009
- Legend Of Live: Ozzy Osbourne

### 2010
Die siebte Ausgabe der Verleihung fand am 3. und 4. November statt, diesmal im Sheraton New York Times Square Hotel in New York City. Es wurden die Daten vom 1. Oktober 2009 bis zum 30. September 2010.
Preisträger:
- Top Tour: U2, U2 360° Tour
- Top Draw: U2
- Top Package: Taylor Swift mit Kellie Pickler & Gloriana
- Breakthrough: Lady Gaga
- Top Comedy Tour: Dane Cook
- Top Boxscore: AC/DC, ANZ Stadium, 18., 20. und 22. Februar
- Top Festival: Download-Festival, Castle Donington
- Top Arena: O2 Arena, London
- Top Venue (unter 10.000 Plätze): Radio City Music Hall, New York City
- Top Venue (unter 5.000 Plätze): The Colosseum at Caesars Palace, Las Vegas
- Top Club (basierend auf Besucherzahlen): 9:30 Club, Washington, D.C.
- Top Amphitheater: Hollywood Bowl, Los Angeles
- Top Promoter: Live Nation
- Top Independent Promoter (USA): C3 Presents, Austin
- Top Independent Promoter (International): Time For Fun, São Paulo
- Top Agency: Creative Artists Agency
- Top Manager: Creative Artists Agency
- Creative Content Award: Yo Gabba Gabba Live!
- Concert Marketing & Promotion: Lady Gaga/Virgin Mobile
- Humanitarian Award: Jack Johnson
- Eventful Fan’s Choice: Metallica
- Legend of Live: Rush

### 2011
Die achte Ausgabe der Awards fand im November 2011 im Roosevelt Hotel in New York City statt.
Die Preisträger:
- Top Tour: U2, U2 360° Tour
- Top Draw: U2
- Top Package: Goin' Coastal Tour von Kenny Chesney, mit Zac Brown Band, Uncle Kracker, Billy Currington
- Breakthrough Act: Jason Aldean
- Top Comedy Act: Jef Dunham
- Top Boxscore: Take That, Wembley-Stadion, 30. Juni – 9. Juli
- Festival: Coachella Valley Music and Arts Festival
- Top Arena: The O₂
- Top Venue (unter 10.000 Plätze): Radio City Music Hall, New York City
- Top Venue (unter 5.000 Plätze): The Colosseum at Caesars Palace, Las Vegas
- Top Club: 9:30 Club, Washington, D.C.
- Top Amphitheatre: Comcast Center, Mansfield
- Top Promoter: Live Nation Entertainment
- Top Independent Promoter (USA): C3 Presents, Austin
- Top Independent Promoter (International): SJM Concerts, London
- Top Manager: Front Line Management Group
- Top Agency: William Morris Endeavor Entertainment
- Apple Award: Perry Farrell
- Concert Marketing & Promotion: Taylor Swift mit CoverGirl, Speak Now World Tour 2011
- Humanitarian Award: Coran Capshaw
- Eventful Fan’s Choice: Bon Jovi
- Legend of Live: Ozzy Osbourne

### 2012
Die neunte Ausgabe fand 2012 im Roosevelt Hotel in New York City statt.
- Top Tour: Roger Waters, The Wall Live
- Top Draw: Bruce Springsteen, Wrecking Ball Tour
- Top Package: Brothers of the Sun Tour featuring  Kenny Chesney, Tim McGraw, Grace Potter & the Nocturnals und Jake Owen
- Breakthrough: Lady Antebellum
- Top Comedy Tour: Jeff Dunham
- Top Boxscore: Coachella Valley Music and Arts Festival, 13. bis 22. April
- Top Festival: Coachella Valley Music and Arts Festival
- Top Arena: O2 Arena, London
- Top Venue (unter 10.000 Plätze): Radio City Music Hall, New York
- Top Venue  (unter 5.000 Plätze): The Colosseum at Caesars Palace, Las Vegas
- Top Club (Based on attendance): 9:30 Club, Washington, D.C.
- Top Amphitheater: Nikon at Jones Beach Theater, Wantagh, New York
- Top Promoter: Live Nation Entertainment
- Top Independent Promoter (U.S.): C3 Presents, Austin, Texas
- Top Independent Promoter (International): T4F, Sao Paulo, Brazil
- Top Agency: William Morris Endeavor Entertainment
- Top Manager: Mark Fenwick
- Concert Marketing & Promotion Award: Demi Lovato/Hallmark
- Humanitarian Award: Apollo Theater
- Eventful Fan's Choice: Lady Gaga
- Creative Content: Michael Jackson: The Immortal World Tour by Cirque du Soleil
- Road Warrior: Kenny Chesney
- Legend of Scribe: Ray Waddell
- Legend of Live: Neil Diamond

### 2013
Die 10. Ausgabe fand am 13. und 14. November 2013 im Roosevelt Hotel in New York City statt.
- Top Tour: Bon Jovi, Because We Can Tour
- Top Draw: Bon Jovi
- Top Boxscore: P!nk – Rod Laver Arena, Melbourne (7. Juli bis 26. August)
- Top Comedy Tour: Jeff Dunham
- Top Package: Taylor Swift’s Red Tour, featuring Ed Sheeran, Joel Crouse, Brett Eldredge, Florida Georgia Line und Casey James
- Breakthrough: One Direction
- Top Festival: Coachella Valley Music and Arts Festival
- Top Arena: O2 Arena, London
- Top Venue (unter 10.000 Plätze): Radio City Music Hall, New York
- Top Venue  (unter 5.000 Plätze): The Colosseum at Caesars Palace, Las Vegas
- Top Club: House of Blues, Orlando, Florida
- Top Amphitheater: The Gorge, George, Washington
- Top Promoter: Live Nation
- Top Independent Promoter (U.S.): C3 Presents, Austin, Texas
- Top Independent Promoter (International): T4F, Sao Paulo, Brazil
- Top Agency: Creative Artists Agency
- Top Manager: Bon Jovi Management
- Humanitarian Award: Marcie Allen (President of MAC Presents)
- Eventful Fans' Choice Award: Bon Jovi
- Concert Marketing & Promotion Award: The Rolling Stones, 50 & Counting Tour
- Legend of Live: George Strait
- Hauler of the Decade Award: Vans Warped Tour

### 2014
Die 11. Ausgabe fand am 19. und 20. November 2014 im Roosevelt Hotel in New York City statt.
- Top Tour: One Direction, Where We Are Tour
- Top Draw: One Direction
- Top Boxscore: The Rolling Stones – Tokyo Dome (26. Februar, 4. und 6. März)
- Top Comedy Tour: Jeff Dunham
- Top Package: Katy Perry's Prismatic Tour featuring Capital Cities, Kacey Musgraves, Tegan & Sara und Becky G
- Breakthrough: Florida Georgia Line
- Top Festival: Coachella Valley Music and Arts Festival
- Top Arena: O2 Arena, London
- Top Venue (unter 10.000 Plätze): Radio City Music Hall, New York
- Top Venue  (unter 5.000 Plätze): The Colosseum at Caesars Palace, Las Vegas
- Top Club: House of Blues, Boston
- Top Amphitheater: Molson Canadian Amphitheatre, Toronto
- Top Promoter: Live Nation
- Top Independent Promoter (U.S.): C3 Presents, Austin, Texas
- Top Independent Promoter (International): T4F, Sao Paulo, Brazil
- Top Agency: Creative Artists Agency
- Top Manager: Modest! Management
- Humanitarian Award: Light of Day Foundation
- Concert Marketing & Promotion Award: Billy Joel/Citibank at Madison Square Garden
- Legend of Live: Lionel Richie
- Golden Circle Award: Ron Delsener

### 2015
Die 12. Ausgabe fand am 19. November 2015 letztmalig im Roosevelt Hotel in New York City statt.
- Top Tour: One Direction, On the Road Again Tour
- Top Draw: One Direction
- Top Boxscore: Fare Thee Well: Celebrating 50 Years of the Grateful Dead – Soldier Field (3. bis 5. Juli)
- Top Comedy Tour: Kevin Hart
- Top Package: Kenny Chesney, The Big Revival Tour
- Breakthrough: Ed Sheeran
- Top Festival: Coachella Valley Music and Arts Festival
- Top Arena: O2 Arena, London
- Top Venue (unter 10.000 Plätze): Radio City Music Hall, New York
- Top Venue  (unter 5.000 Plätze): The Colosseum at Caesars Palace, Las Vegas
- Top Club: House of Blues, Boston
- Top Amphitheater: The Gorge Amphitheatre, George, Washington
- Top Promoter: Live Nation
- Top Independent Promoter (U.S.): Another Planet Entertainment, San Francisco
- Top Independent Promoter (International): Frontier Touring Company, Australia and New Zealand
- Top Agency: Creative Artists Agency
- Top Manager: Modest! Management
- Humanitarian Award: Hugh Evans
- Concert Marketing & Promotion Award: Imagine Dragons/Southwest Airlines
- Legend of Live: Bob Seger
- Golden Circle Award: Barbara Marx Hubbard

### 2016
Die 13. Ausgabe fand am 9. November 2016 im SLS Hotel in Beverly Hills, Kalifornien statt.
- Top Tour: Bruce Springsteen & the E Street Band, The River Tour 2016
- Top Draw: Coldplay
- Top Package: Justin Bieber Purpose Tour featuring Moxie Raia and Post Malone
- Breakthrough: Adele
- Top Comedy Tour: Kevin Hart
- Top Festival: Coachella Valley Music and Arts Festival
- Top Promoter: Live Nation Entertainment
- Top Independent Promoter (U.S.): Another Planet Entertainment
- Top Independent Promoter (International): SJM Concerts
- Top Agency: Creative Artists Agency
- Top Manager: Maverick
- Top Boxscore: Coldplay – Wembley Stadium (15.–16. & 18.–19. Juni)
- Top Arena: The O2, London
- Top Club: House of Blues, Boston
- Top Amphitheater: BB&T Pavilion, Camden, New Jersey
- Top Venue (unter 10.000 Plätze): Radio City Music Hall, New York
- Top Venue  (unter 5.000 Plätze): The Colosseum at Caesars Palace, Las Vegas
- Concert Marketing & Promotion Award: Chance the Rapper
- Golden Circle: Brian Murphy, Goldenvoice/AEG Live
- Humanitarian: Scooter Braun
- Legend of Live: Bon Jovi

### 2017
Die 14. Ausgabe fand am 15. November 2017 im Montage Beverly Hills in Beverly Hills, Kalifornien statt. Moderiert wurde sie von Hasan Minhaj.
- Top Tour: Guns N' Roses, Not in This Lifetime... Tour
- Top Draw: Guns N' Roses
- Top Package: nicht vergeben
- Breakout Artist: Lil Uzi Vert
- Top Comedy Tour: Jerry Seinfeld
- Top Festival: Coachella Valley Music and Arts Festival
- Top Promoter: Live Nation Entertainment
- Top Independent Promoter (International): Another Planet Entertainment
- Top Agency: Paradigm Talent Agency
- Top Manager: Pat Corcoran, Chance the Rapper
- Top Boxscore: U2, Stade de France, Saint-Denis, 25.–26. Juni 2017[21]
- Top Arena: T-Mobile Arena, Paradise
- Top Club: House of Blues, Boston
- Top Amphitheater: Hollywood Bowl, Los Angeles
- Top Venue (unter 10.000 Plätze): Radio City Music Hall, New York
- Top Venue  (unter 5.000 Plätze): The Colosseum at Caesars Palace, Las Vegas
- Concert Marketing & Promotion Award: Foo Fighters’ Cal Jam and North American Concrete and Gold Tour with Capital One
- Humanitarian: Everytown for Gun Safety
- Legend of Live: Tim McGraw and Faith Hillss

### 2018
Die 15. Ausgabe fand am 13. November 2018 im Montage Beverly Hills in Beverly Hills, Kalifornien statt. Der Stand-Up-Comedian Roy Wood Jr. moderierte die Veranstaltung.
- Top World Tour: Ed Sheeran, ÷ Tour
- Top U.S. Tour: Taylor Swift, Reputation Stadium Tour
- Top Tour & Top Draw: Ed Sheeran, ÷ Tour
- Top Package: nicht vergeben
- Breakthrough Artist: Post Malone
- Top Comedy Tour: Kevin Hart
- Top Festival: Outside Lands Music and Arts Festival
- Top Promoter: Live Nation Entertainment
- Top Independent Promoter (Worldwide): OCESA-CIE
- Top Agency: CAA
- Top Manager: Dre London, Post Malone
- Top Boxscore: U2, Estadio do Morumbi, Sao Paulo, 19.–25. Oktober 2017
- Top Arena: Madison Square Garden, New York
- Top Club: Brooklyn Steel, Brooklyn
- Top Amphitheater: Hollywood Bowl, Los Angeles
- Top Venue (unter 10.000 Plätze): Radio City Music Hall, New York
- Top Venue  (unter 5.000 Plätze): The Colosseum at Caesars Palace, Las Vegas
- Concert Marketing and Promotion: Khalid and Hollister Co.
- Humanitarian: nicht vergeben
- Legend of Live: John Mayer

### 2019
Die 16. Ausgabe fand am 5. November 2019, im Montage Beverly Hills in Beverly Hills, Kalifornien statt.
- Legend of Live + Tour of the Year: P!nk, Beautiful Trauma World Tour
- Tour of the Summer: Hootie & the Blowfish, Group Therapy Tour
- Top Boxscore: Spice Girls – Spice World – 2019 Tour, Wembley Stadium, London, England – 13.–15, Juni 2019
- Top Grossing: Ed Sheeran
- Top Manager: Joyce Smyth (Rolling Stones)
- Top Concert & marketing Promotions: Verizon Up x Shawn Mendes x Camila Cabello Customer Loyalty Promotion
- Top Arena: Madison Square Garden – New York City
- Top Agency: WME
- Chip Hopper Award: Sara Bollwinkel, Agent at Paradigm

### 2020
2020 fand aufgrund der COVID-19-Pandemie keine Verleihung statt.